# Mercedes-Benz Actros
Mercedes-Benz Actros (Мерседес-Бенц Актрос) — семейство крупнотоннажных грузовых автомобилей и седельных тягачей полной массой от 18 до 25 тонн. Выпускаются с 1996 года, пережив смену модельного ряда в 2003 году. В настоящий момент выпускается несколько модификаций седельных тягачей с различными колёсными формулами (4 × 2, 4 × 4, 6 × 2, 6 × 4, 8 × 4 и 8 × 8), а также 2 варианта шасси грузовиков (4 × 2, 6 × 2) полной массой до 35 тонн, на которые устанавливаются различные варианты кузовов и навесного оборудования, в том числе самосвальные кузова и специальное оборудование. В Вёрт-на-Рейне находится основной завод, один из крупнейших в мире по производству и сборке грузовиков (3 млн м², 80 000 единиц/год).
Отличительной чертой грузовых автомобилей Mercedes-Benz Actros является наличие электронной системы технического контроля «Telligent», которая в режиме реального времени обрабатывает информацию от множества датчиков, установленных на различных агрегатах автомобиля, следит за реальными нагрузками и износом двигателя, работой трансмиссии и тормозной системы. Улучшая эффективность работы узлов грузового автомобиля система «Telligent» позволяет увеличить межсервисные пробеги до 150 000 км.
С июля 2008 года, компания Mercedes-Benz является первым в мире производителем грузовых автомобилей серийно устанавливающим (на модель Actros) полностью автоматизированную коробку передач.
С сентября 2010 года Мерседес-Бенц Тракс Восток (совместное предприятие КАМАЗа и Daimler) начал производство этих грузовиков на производственной площадке КИП-мастера в Набережных Челнах.

## Первое поколение (MP1, 1996—2003)

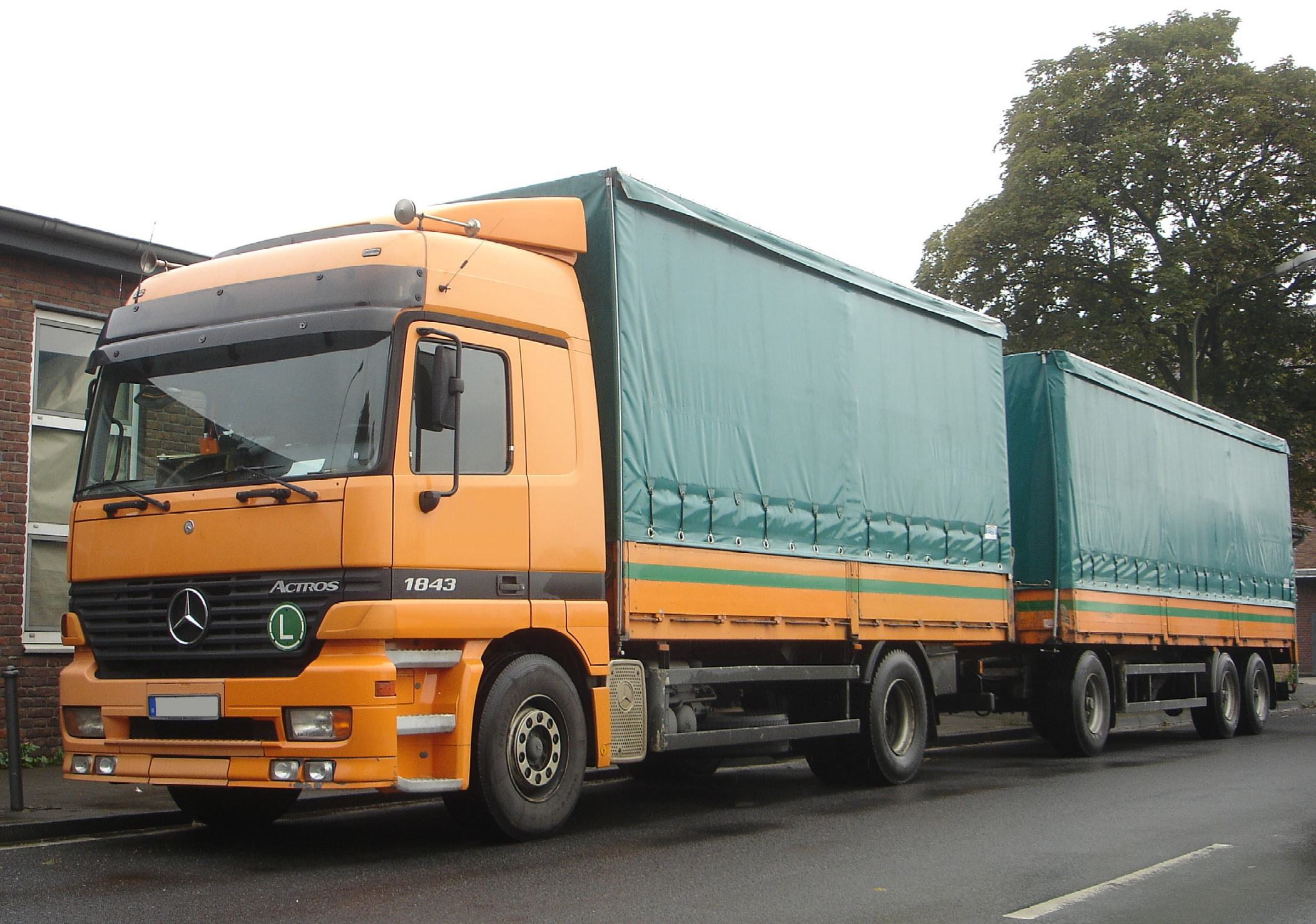
Mercedes — Benz Actros Первого Поколения

Первое поколение Actros было представлено в 1996 году, производство продолжалось до 2003 года и имело инновационные функции, такие как пневматическая тормозная система с электронным управлением, интеллектуальные дисковые тормоза спереди и сзади, внедрение технологии Controller Area Network (CAN) для шасси и трансмиссии. . Электропневматическая схема на новых моделях трансмиссии и внедрение новых дизельных двигателей OM 500 V6 и V8 с системой управления двигателем Telligent.
Шасси и трансмиссия
Actros был первым грузовиком, который появился в результате сотрудничества дизайнеров и инженеров-аэродинамиков. Производителю удалось снизить гидравлическое сопротивление на 17 %.
Шасси Actros доступно с двумя, тремя или четырьмя осями с опцией пневмоподвески. В общей сложности можно выбрать колесную базу 3300 мм и 6300 мм, конструктивная версия Actros доступна с колесной базой от 3300 до 5100 мм с опцией листовой или пневматической подвески на передней оси и параболических листовых рессор на задней.
Вариант конструкции Actros с конфигурацией осей 4x2 оснащен барабанными тормозами.
Двигатель и трансмиссия
Двигатели для MP1 Actros оснащены OM501LA V6 или OM502 V8 в паре с 16-ступенчатой механической коробкой передач или 16-ступенчатой автоматической коробкой передач с гидропневматическим приводом.
Обработка топлива
Ещё одна новая особенность Actros — система впрыска топлива через насос-форсунку, усовершенствованная для вставных насосов, которые использовались десятилетиями. Каждый цилиндр имеет свой собственный топливный насос, который приводится в действие собственным распределительным валом.

## Второе поколение (MP2, 2003—2008)

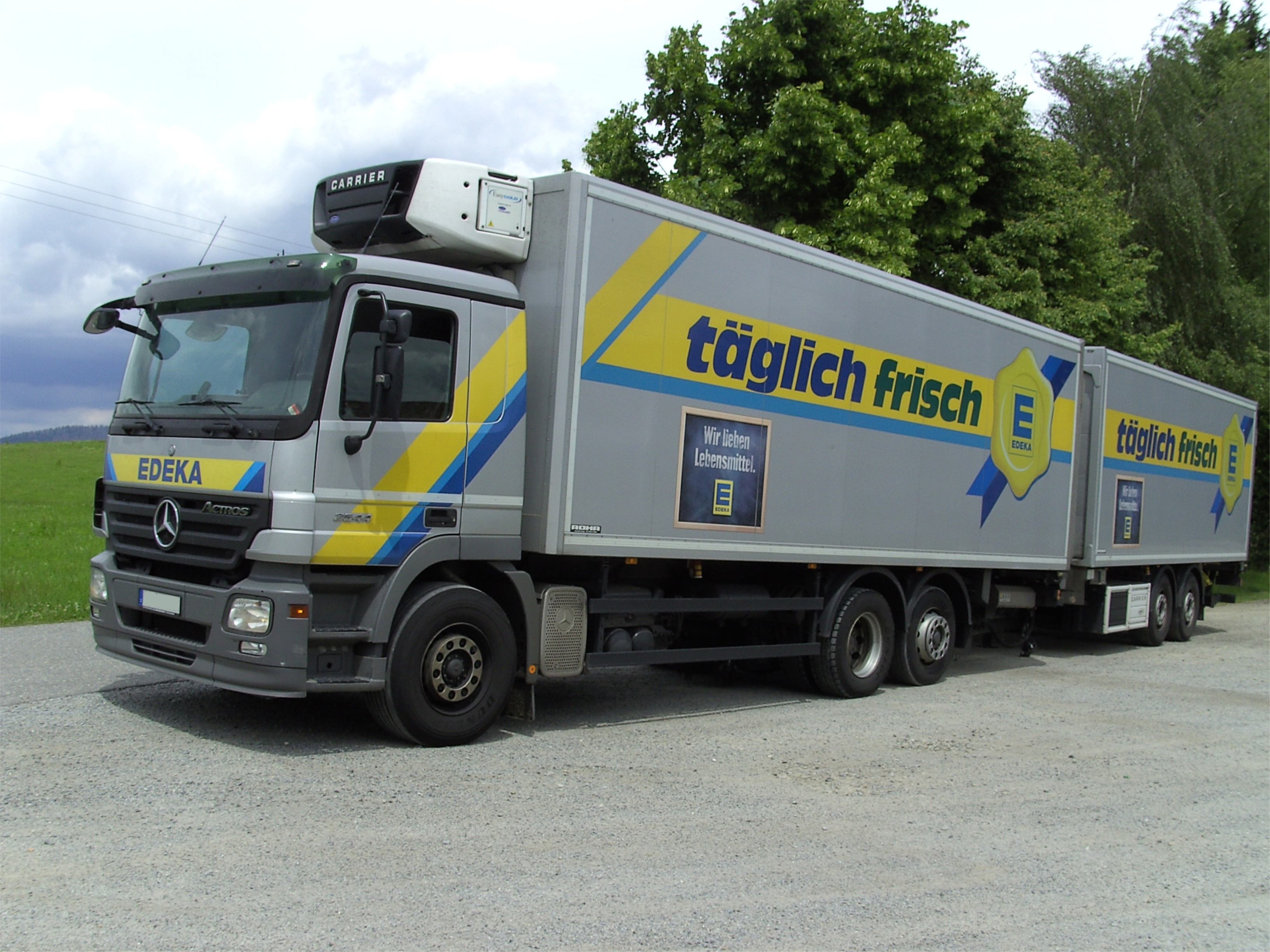
Actros второго поколения

Второе поколение Actros было выпущено в 2003 году с модернизированными внутренними и внешними компонентами, такими как новые биксеноновые фары и обновленные экологические стандарты Euro 3. Более легкий задний мост и новое специальное оборудование.
Mercedes Benz выпустил новую специальную серию Actros — серию Black Edition, которая ограничена 250 экземплярами. Эта серия Black Edition оснащена двигателем OM502LA V8 мощностью 612 л. с. с модернизированными внутренними и внешними компонентами, такими как клен «птичий глаз», кожаное рулевое колесо и чехлы на сиденья со значком «звезда» Mercedes-Benz, специально разработанная решетка радиатора с хромированной застежкой. , новый передний фартук с решеткой из нержавеющей стали, хромированные фары и хромированные боковые зеркала.

## Третье поколение (MP3, 2008—2012)

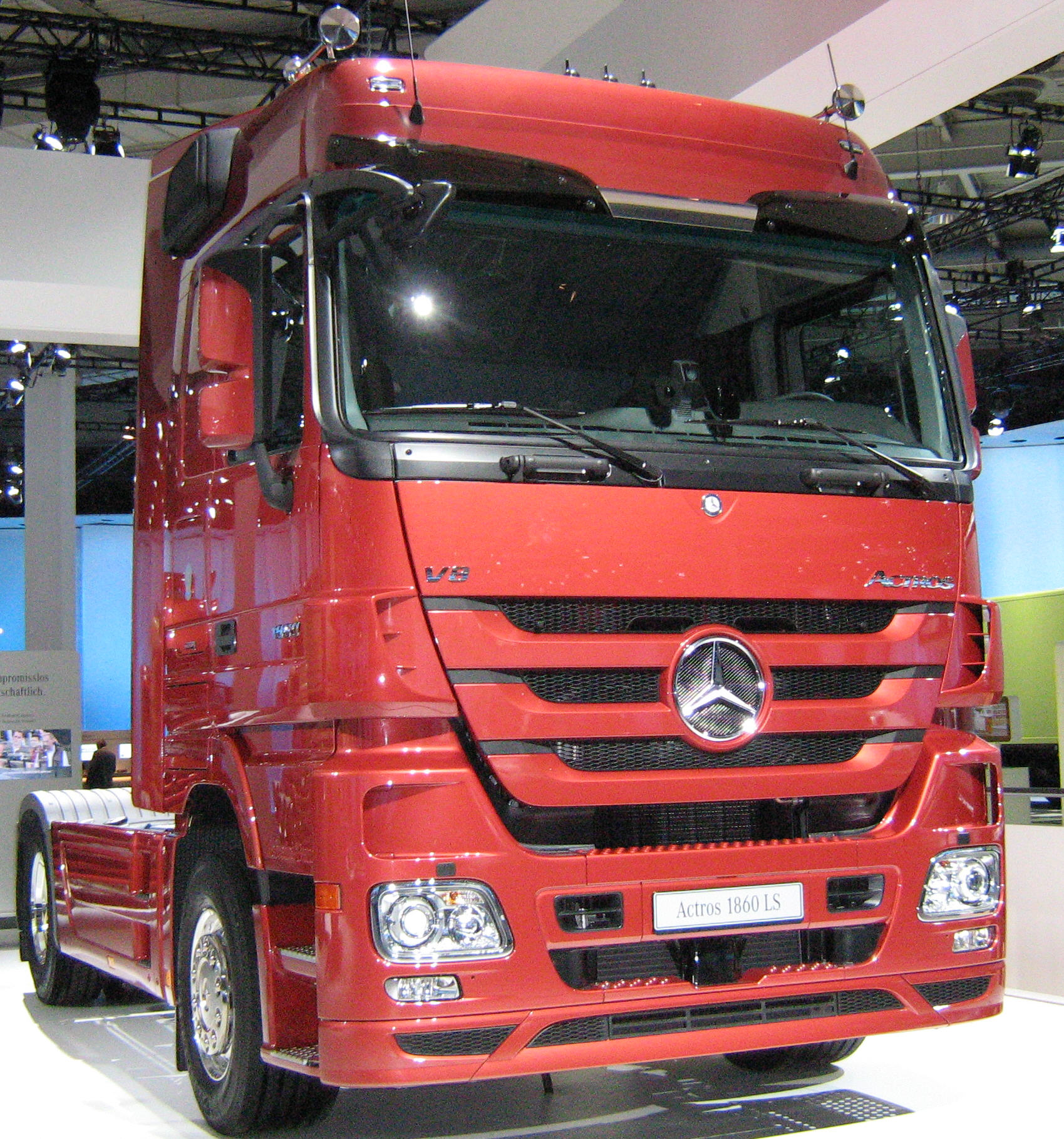
Actros третьего поколения (рестайлинг 2008 г.) 1841

Третье поколение Actros было представлено в 2008 году на выставке коммерческих автомобилей IAA и стало последней реконструкцией предыдущего Actros.
Изменения для MP3 Actros — это боковое зеркало, которое было адаптировано из специальных моделей предыдущего поколения и имеет закрытые кронштейны и слегка переработанные биксеноновые фары.
Actros третьего поколения прекратил производство в 2011 году и был заменен новым Actros, но производство продолжается в Азии и других странах.

## Двигатели
Mercedes Benz Actros оснащен двумя типами двигателей. OM 501 LA-541 и OM 502 LA-542. OM 501 — это 12-литровый двигатель V6 мощностью от 310 до 480 л. с. Система управления двигателем, используемая в этом двигателе, — это PLD (Pumpe Leitung Duese-German abbr), который включает в себя отдельные съемные насосы для каждого цилиндра, подающие топливо под давлением (до 1600 бар) на клапаны впрыска. Блок управления MR контролирует все условия работы двигателя с помощью нескольких датчиков и изменяет давление впрыска в соответствии с каждым рабочим режимом. OM502 представляет собой двигатель v8 мощностью от 350 до 652 л. с.
Четвёртая версия предлагает несколько вариантов двигателей либо в Евро-5, либо в Евро-6. В Евро-6 используются рядные шестицилиндровые двигатели обеих серий OM471 с 12,8-литровым двигателем, диапазон мощности: от 422 л. с. до 530 л. с. и OM473 с 15,6-литровым двигателем. Диапазон мощности двигателей: от 517 до 626 л. с., с давлением в системе Common Rail 2800 бар и двойным распределительным валом с 4 клапанами на цилиндр для соответствующих моделей.

### Actros MP1 (BM950-954; 1996—2003)
| Модель                                          | Код двигателя Mercedes-Benz                     | Объём (см³)                                     | Диаметр × ход поршня (мм)                       | Мощность (кВт/л. с.) при об/мин                 | Крутящий момент (Н·м) при об/мин                | Нормы выбросов газов                            |
| V-образный 6-ти цилиндровый дизельный двигатель | V-образный 6-ти цилиндровый дизельный двигатель | V-образный 6-ти цилиндровый дизельный двигатель | V-образный 6-ти цилиндровый дизельный двигатель | V-образный 6-ти цилиндровый дизельный двигатель | V-образный 6-ти цилиндровый дизельный двигатель | V-образный 6-ти цилиндровый дизельный двигатель |
| ----------------------------------------------- | ----------------------------------------------- | ----------------------------------------------- | ----------------------------------------------- | ----------------------------------------------- | ----------------------------------------------- | ----------------------------------------------- |
| xx31                                            | OM 501 LA                                       | 11946                                           | ø130 × 150                                      | 230 (313) 1800                                  | 1530 1080                                       | Евро-2/Евро-3                                   |
| xx35                                            | OM 501 LA                                       | 11946                                           | ø130 × 150                                      | 260 (354) 1800                                  | 1730 1080                                       | Евро-2/Евро-3                                   |
| xx40                                            | OM 501 LA                                       | 11946                                           | ø130 × 150                                      | 290 (394) 1800                                  | 1850 1080                                       | Евро-2/Евро-3                                   |
| xx43                                            | OM 501 LA                                       | 11946                                           | ø130 × 150                                      | 315 (428) 1800                                  | 2000 1080                                       | Евро-2/Евро-3                                   |
| xx46                                            | OM 501 LA                                       | 11946                                           | ø130 × 150                                      | 335 (456) 1800                                  | 2200 1080                                       | Евро-2/Евро-3                                   |
| V-образный 8-ми цилиндровый дизельный двигатель |                                                 |                                                 |                                                 |                                                 |                                                 |                                                 |
| xx48                                            | OM 502 LA                                       | 15928                                           | ø130 × 150                                      | 350 (476) 1800                                  | 2300 1080                                       | Евро-2/Евро-3                                   |
| xx53                                            | OM 502 LA                                       | 15928                                           | ø130 × 150                                      | 390 (530) 1800                                  | 2400 1080                                       | Евро-2/Евро-3                                   |
| xx57                                            | OM 502 LA                                       | 15928                                           | ø130 × 150                                      | 420 (571) 1800                                  | 2700 1080                                       | Евро-2/Евро-3                                   |

### Actros MP2 (BM930-934; 2003—2008)

#### Евро-3
| Модель                                          | Код двигателя Mercedes-Benz                     | Объём (см³)                                     | Диаметр × ход поршня (мм)                       | Мощность (кВт/л. с.) при об/мин                 | Крутящий момент (Н·м) при об/мин                | Нормы выбросов газов                            |
| V-образный 6-ти цилиндровый дизельный двигатель | V-образный 6-ти цилиндровый дизельный двигатель | V-образный 6-ти цилиндровый дизельный двигатель | V-образный 6-ти цилиндровый дизельный двигатель | V-образный 6-ти цилиндровый дизельный двигатель | V-образный 6-ти цилиндровый дизельный двигатель | V-образный 6-ти цилиндровый дизельный двигатель |
| ----------------------------------------------- | ----------------------------------------------- | ----------------------------------------------- | ----------------------------------------------- | ----------------------------------------------- | ----------------------------------------------- | ----------------------------------------------- |
| xx32                                            | OM 501 LA                                       | 11946                                           | ø130 × 150                                      | 235 (320) 1800                                  | 1650 1080                                       | Евро-3                                          |
| xx36                                            | OM 501 LA                                       | 11946                                           | ø130 × 150                                      | 265 (360) 1800                                  | 1850 1080                                       | Евро-3                                          |
| xx41                                            | OM 501 LA                                       | 11946                                           | ø130 × 150                                      | 300 (408) 1800                                  | 2000 1080                                       | Евро-3                                          |
| xx44                                            | OM 501 LA                                       | 11946                                           | ø130 × 150                                      | 320 (435) 1800                                  | 2100 1080                                       | Евро-3                                          |
| xx46                                            | OM 501 LA                                       | 11946                                           | ø130 × 150                                      | 335 (456) 1800                                  | 2200 1080                                       | Евро-3                                          |
| V-образный 8-ми цилиндровый дизельный двигатель |                                                 |                                                 |                                                 |                                                 |                                                 |                                                 |
| xx50                                            | OM 502 LA                                       | 15928                                           | ø130 × 150                                      | 370 (503) 1800                                  | 2400 1080                                       | Евро-3                                          |
| xx54                                            | OM 502 LA                                       | 15928                                           | ø130 × 150                                      | 395 (537) 1800                                  | 2500 1080                                       | Евро-3                                          |
| xx58                                            | OM 502 LA                                       | 15928                                           | ø130 × 150                                      | 425 (578) 1800                                  | 2700 1080                                       | Евро-3                                          |
| xx61                                            | OM 502 LA                                       | 15928                                           | ø130 × 150                                      | 450 (612) 1800                                  | 2800 1080                                       | Евро-3                                          |

#### Евро-4иЕвро-5
| Модель                                          | Код двигателя Mercedes-Benz                     | Объём (см³)                                     | Диаметр × ход поршня (мм)                       | Мощность (кВт/л. с.) при об/мин                 | Крутящий момент (Н·м) при об/мин                | Нормы выбросов газов                            |
| V-образный 6-ти цилиндровый дизельный двигатель | V-образный 6-ти цилиндровый дизельный двигатель | V-образный 6-ти цилиндровый дизельный двигатель | V-образный 6-ти цилиндровый дизельный двигатель | V-образный 6-ти цилиндровый дизельный двигатель | V-образный 6-ти цилиндровый дизельный двигатель | V-образный 6-ти цилиндровый дизельный двигатель |
| ----------------------------------------------- | ----------------------------------------------- | ----------------------------------------------- | ----------------------------------------------- | ----------------------------------------------- | ----------------------------------------------- | ----------------------------------------------- |
| xx32                                            | OM 501 LABlueTec4/5                             | 11946                                           | ø130 × 150                                      | 235 (320) 1800                                  | 1700 1080                                       | Евро-4/Евро-5                                   |
| xx36                                            | OM 501 LABlueTec4/5                             | 11946                                           | ø130 × 150                                      | 265 (360) 1800                                  | 1850 1080                                       | Евро-4/Евро-5                                   |
| xx41                                            | OM 501 LABlueTec4/5                             | 11946                                           | ø130 × 150                                      | 300 (408) 1800                                  | 2050 1080                                       | Евро-4/Евро-5                                   |
| xx44                                            | OM 501 LABlueTec4/5                             | 11946                                           | ø130 × 150                                      | 320 (435) 1800                                  | 2100 1080                                       | Евро-4/Евро-5                                   |
| xx46                                            | OM 501 LABlueTec4/5                             | 11946                                           | ø130 × 150                                      | 335 (456) 1800                                  | 2200 1080                                       | Евро-4/Евро-5                                   |
| xx48                                            | OM 501 LABlueTec4/5                             | 11946                                           | ø130 × 150                                      | 350 (476) 1800                                  | 2300 1080                                       | Евро-4/Евро-5                                   |
| V-образный 8-ми цилиндровый дизельный двигатель |                                                 |                                                 |                                                 |                                                 |                                                 |                                                 |
| xx51                                            | OM 502 LABlueTec4/5                             | 15928                                           | ø130 × 150                                      | 375 (510) 1800                                  | 2400 1080                                       | Евро-4/Евро-5                                   |
| xx55                                            | OM 502 LABlueTec4/5                             | 15928                                           | ø130 × 150                                      | 405 (551) 1800                                  | 2600 1080                                       | Евро-4/Евро-5                                   |
| xx60                                            | OM 502 LABlueTec4/5                             | 15928                                           | ø130 × 150                                      | 440 (598) 1800                                  | 2800 1080                                       | Евро-4/Евро-5                                   |
| xx65                                            | OM 502 LABlueTec4/5                             | 15928                                           | ø130 × 150                                      | 480 (653) 1800                                  | 3000 1080                                       | Евро-4/Евро-5                                   |

### Двигатели второго поколения
| Модель                                                                       | Код двигателя Mercedes-Benz                                                  | Объём (см³)                                                                  | Диаметр × ход поршня (мм)                                                    | Мощность (кВт/л. с.) при об/мин                                              | Крутящий момент (Н·м) при об/мин                                             | Высокая продуктивность плюс крутящий момент                                  | Нормы выбросов газов                                                         | Система питания                                                              |
| рядные 6-ти цилиндровые дизельные двигатели Mercedes-Benz (турбо интеркулер) | рядные 6-ти цилиндровые дизельные двигатели Mercedes-Benz (турбо интеркулер) | рядные 6-ти цилиндровые дизельные двигатели Mercedes-Benz (турбо интеркулер) | рядные 6-ти цилиндровые дизельные двигатели Mercedes-Benz (турбо интеркулер) | рядные 6-ти цилиндровые дизельные двигатели Mercedes-Benz (турбо интеркулер) | рядные 6-ти цилиндровые дизельные двигатели Mercedes-Benz (турбо интеркулер) | рядные 6-ти цилиндровые дизельные двигатели Mercedes-Benz (турбо интеркулер) | рядные 6-ти цилиндровые дизельные двигатели Mercedes-Benz (турбо интеркулер) | рядные 6-ти цилиндровые дизельные двигатели Mercedes-Benz (турбо интеркулер) |
| ---------------------------------------------------------------------------- | ---------------------------------------------------------------------------- | ---------------------------------------------------------------------------- | ---------------------------------------------------------------------------- | ---------------------------------------------------------------------------- | ---------------------------------------------------------------------------- | ---------------------------------------------------------------------------- | ---------------------------------------------------------------------------- | ---------------------------------------------------------------------------- |
| xx24                                                                         | OM 936 LA                                                                    | 7698                                                                         | ø110 × 135                                                                   | 175 (238) 2200                                                               | 1000 1200—1600                                                               | —                                                                            | Евро-6                                                                       | Common Rail                                                                  |
| xx27                                                                         | OM 936 LA                                                                    | 7698                                                                         | ø110 × 135                                                                   | 200 (272) 2200                                                               | 1100 1200—1600                                                               | —                                                                            | Евро-6                                                                       | Common Rail                                                                  |
| xx30                                                                         | OM 936 LA                                                                    | 7698                                                                         | ø110 × 135                                                                   | 220 (299) 2200                                                               | 1200 1200—1600                                                               | —                                                                            | Евро-6                                                                       | Common Rail                                                                  |
| xx32                                                                         | OM 936 LA                                                                    | 7698                                                                         | ø110 × 135                                                                   | 235 (320) 2200                                                               | 1300 1200—1600                                                               | —                                                                            | Евро-6                                                                       | Common Rail                                                                  |
| xx35                                                                         | OM 936 LA                                                                    | 7698                                                                         | ø110 × 135                                                                   | 260 (354) 2200                                                               | 1400 1200—1600                                                               | —                                                                            | Евро-6                                                                       | Common Rail                                                                  |
| xx33                                                                         | OM 470 LA                                                                    | 10677                                                                        | ø125 × 145                                                                   | 240 (326) 1800                                                               | 1700 1100                                                                    | —                                                                            | Евро-6                                                                       | Common Rail                                                                  |
| xx36                                                                         | OM 470 LA                                                                    | 10677                                                                        | ø125 × 145                                                                   | 265 (360) 1800                                                               | 1800 1100                                                                    | —                                                                            | Евро-6                                                                       | Common Rail                                                                  |
| xx39                                                                         | OM 470 LA                                                                    | 10677                                                                        | ø125 × 145                                                                   | 290 (394) 1800                                                               | 1900 1100                                                                    | —                                                                            | Евро-6                                                                       | Common Rail                                                                  |
| xx43                                                                         | OM 470 LA                                                                    | 10677                                                                        | ø125 × 145                                                                   | 315 (428) 1800                                                               | 2100 1100                                                                    | —                                                                            | Евро-6                                                                       | Common Rail                                                                  |
| xx42                                                                         | OM 471 LA                                                                    | 12809                                                                        | ø132 × 156                                                                   | 310 (421) 1800                                                               | 2100 1100                                                                    | 200 Н*м или 23 кВт (31 л. с.) при 1800 об/мин                                | Евро-5/EEV/Евро-6                                                            | Common Rail                                                                  |
| xx45                                                                         | OM 471 LA                                                                    | 12809                                                                        | ø132 × 156                                                                   | 330 (449) 1800                                                               | 2200 1100                                                                    | 200 Н*м или 23 кВт (31 л. с.) при 1800 об/мин                                | Евро-5/EEV/Евро-6                                                            | Common Rail                                                                  |
| xx48                                                                         | OM 471 LA                                                                    | 12809                                                                        | ø132 × 156                                                                   | 350 (476) 1800                                                               | 2300 1100                                                                    | 200 Н*м или 23 кВт (31 л. с.) при 1800 об/мин                                | Евро-6                                                                       | Common Rail                                                                  |
| xx51                                                                         | OM 471 LA                                                                    | 12809                                                                        | ø132 × 156                                                                   | 375 (510) 1800                                                               | 2500 1100                                                                    | —                                                                            | Евро-5/EEV/Евро-6                                                            | Common Rail                                                                  |
| xx52                                                                         | OM 473 LA                                                                    | 15569                                                                        | ø139 × 171                                                                   | 380 (517) 1700                                                               | 2600 1100                                                                    | —                                                                            | Евро-6                                                                       | Common Rail                                                                  |
| xx58                                                                         | OM 473 LA                                                                    | 15569                                                                        | ø139 × 171                                                                   | 425 (580) 1700                                                               | 2800 1100                                                                    | —                                                                            | Евро-6                                                                       | Common Rail                                                                  |
| xx63                                                                         | OM 473 LA                                                                    | 15569                                                                        | ø139 × 171                                                                   | 460 (625) 1700                                                               | 3000 1100                                                                    | —                                                                            | Евро-6                                                                       | Common Rail                                                                  |

## Коробка передач
Второе поколение оснащено электронной последовательной коробкой передач, которую Mercedes-Benz окрестил «Telligent Gearbox». Он продвигает принцип, который использовался в некоторых более ранних тракторах Mercedes-Benz; использование рычага переключения передач для управления пневматической системой переключения передач. Коробка передач Telligent использует компьютер вместе с системой измерения нагрузки на седельно-сцепном устройстве для оценки правильной передачи, на которой должен находиться грузовик. Например, если вы хотите переключить передачу на более высокую передачу, компьютер оценивает нагрузку на трактор. и текущий режим двигателя, и дает вам правильную передачу для снижения двигателя. С другой стороны, если вы хотите переключиться на пониженную передачу, компьютер предполагает, что вы хотите совершить обгон, и дает вам правильную передачу для ускорения.
Есть автоматическая версия, которая работает как система Tiptronic в автомобилях Mercedes-Benz.
Четвёртая версия, выпущенная в 2011 году, предлагает исключительно 12-ступенчатую коробку передач Powershift .

### Операция
Система состоит из небольшого рычага, установленного под правым подлокотником, и плоского переключателя под ним. Рычаг слегка наклонен, так что он соответствует естественному изгибу руки водителя, когда она находится на подлокотнике. На рычаге есть две кнопки с каждой стороны. В неподвижном состоянии водитель должен нажать правую кнопку, затем (удерживая её), нажать рычаг вперед и отпустить его, чтобы выбрать четвертую скорость. Текущая передача отображается большим числом на главном дисплее. После этого водитель нажимает на педаль сцепления и ждет примерно две секунды. После того, как переключение передач завершено, в динамиках раздается двойной щелчок, и водитель продолжает движение как обычно.
После движения у водителя есть два выбора. Он или она может нажать или потянуть рычаг, чтобы компьютер мог выбрать передачу для них, или они могут использовать переключатель разветвителя (маленький переключатель под рычагом) для предварительного выбора передач. В любом случае сначала включается передача, а затем выжимается сцепление. Например, если вы на четвёртой скорости, потянув переключатель разветвителя вверх один раз, вы предварительно выберете пятую скорость.
Левая кнопка (известная как «кнопка смыва», поскольку она находится на одном уровне с рычагом) используется для переключения в нейтральное положение.

## Варианты кабины
Кабины Actros бывают четырёх типов:
- S — предназначен для повседневной эксплуатации и строительной техники, например, цементовозов. У повседневной кабины передний бампер опущен до земли для предотвращения недогружения, в то время как у строительной версии кабины S передний бампер выше, чтобы предотвратить столкновение с препятствием при движении по бездорожью.
- М — предназначен для развозных автомобилей. В ней есть спальное место, но при этом не уделяется особого внимания комфорту, как в кабине L. Поставляется в версиях с коротким и длинным спальными местами.
- L — Дальняя кабина с низкой крышей, обеспечивающая комфортную езду и отдых водителя.
- LH «MegaSpace» — дальнемагистральная кабина с высокой крышей, обеспечивающая комфорт при длительной вождении, а также достаточное пространство для водителя и / или пассажира, чтобы свободно перемещаться по кабине при необходимости.

| Обозначения  | Габаритная ширина | Высота моторного туннеля | Габаритная высота по туннелю двигателя | Высота в передней части сиденья | Использование           |
| ------------ | ----------------- | ------------------------ | -------------------------------------- | ------------------------------- | ----------------------- |
| CompactSpace | 2300 мм           | 170 мм                   | 1250 мм                                | 1397 мм                         | автотранспорт           |
| CompactSpace | 2300 мм           | 320 мм                   | 1065 мм                                | 1397 мм                         | автотранспорт           |
| ClassicSpace | 2300 мм           | 170 мм                   | 1460 мм                                | 1590 мм                         | региональные перевозки  |
| ClassicSpace | 2300 мм           | 320 мм                   | 1310 мм                                | 1600 мм                         | региональные перевозки  |
| ClassicSpace | 2300 мм           | равно                    | без моторного туннеля                  | 1590 мм                         | региональные перевозки  |
| StreamSpace  | 2300 мм           | 170 мм                   | 1785 мм                                | 1840 мм                         | национальные перевозки  |
| StreamSpace  | 2300 мм           | 320 мм                   | 1635 мм                                | 1840 мм                         | национальные перевозки  |
| StreamSpace  | 2300 мм           | равно                    | без моторного туннеля                  | 1840 мм                         | национальные перевозки  |
| StreamSpace  | 2500 мм           | равно                    | без моторного туннеля                  | 1830 мм                         | национальные перевозки  |
| BigSpace     | 2500 мм           | равно                    | без моторного туннеля                  | 1910 мм                         | международные перевозки |
| GigaSpace    | 2500 мм           | равно                    | без моторного туннеля                  | 2050 мм                         | международные перевозки |

## Электроника
В зависимости от модели Actros 1,2 или 3 электроника может различаться. Например, тормозная система, известная как EPB или BS от Wabco, включает функции ABS и ASR. Эта система очень надёжна и эффективна. Тормозной путь Actros был значительно сокращен по сравнению с его предшественником SK. В более поздних моделях Actros 2 и всех моделях Actros 3 тормозная система была улучшена до EPB 2.
Электроника в Actros 1 подключена к сети через сеть контроллеров (CAN) в системе, известной как IES (интегрированная электронная система), с комбинацией приборов в качестве центрального шлюза (CGW) или межфазного интерфейса. В Actros 2 и 3 электроника также объединена в сеть по CAN в системе, известной как KontAct (Концепция электронных систем в Actros).
В качестве дополнительных услуг предлагается широкий спектр других электронных функций. К ним относятся ассистент движения по полосе (предупреждает водителя, если он непреднамеренно покидает свою полосу движения), автономный интеллектуальный круиз-контроль ART (который включает тормоза, если впереди идущий автомобиль внезапно останавливается), радар бокового обзора для предупреждения водителя о транспортном средстве в его слепой зоне, и многое другое, в основном ориентированное на безопасность. Все они продаются как «Telligent».

## Военные варианты
Система тяжёлых бронированных машин поддержки канадской армии в Афганистане. Actros Armored Heavy Support Vehicle System (AHSVS) — это военный бронированный грузовик (86 заказанных армией Канады в 2007 году), использующий гражданскую платформу Actros с защищенной кабиной, разработанный Land Mobility Technologies в Южной Африке в сотрудничестве с Composhield из Дании для Mercedes-Benz. .
Сингапур использует военные варианты Actros для своей сингапурской армии — в роли логистической поддержки тяжелых грузов, получившей обозначение HMCT (High Mobility Cargo Transporter), недавно в качестве стартовой платформы для системы ПВО и прицепа межконтинентальных баллистических ракет. SAF использует 19 различных версий Actros.
В 2010 году Новая Зеландия приобрела четыре Actros для перевозки четырёхосных низкорамных полуприцепов с регулируемой шириной в основном для перевозки легковых бронированных автомобилей.

## Новый Actros (2011 — настоящее время)
В 2011 году впервые появился The New Actros. Компоненты не являются общими с его предшественниками.

## Новый Actros с MirrorCam (2018-настоящее время)

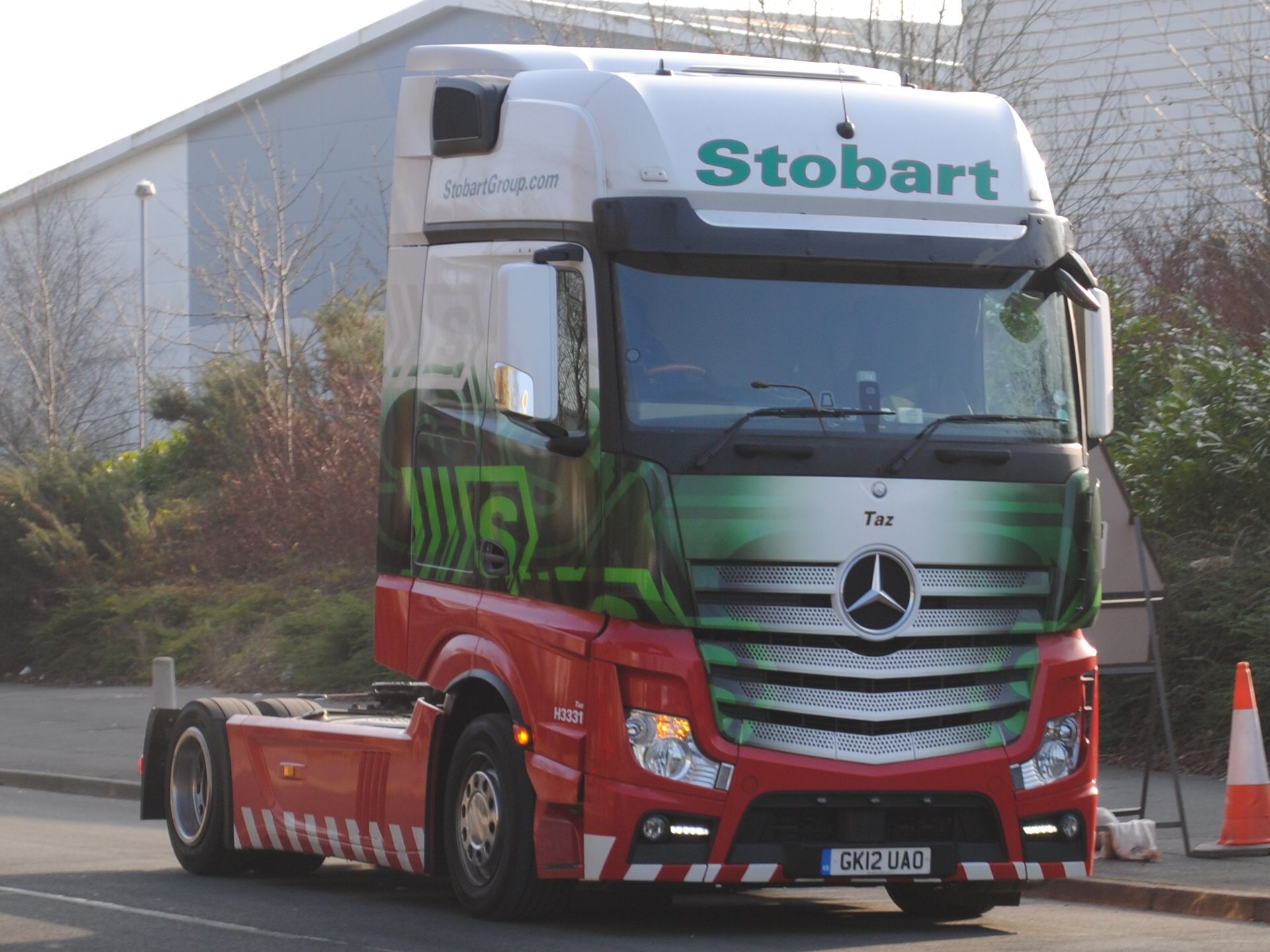
Eddie Stobart GK12UAO (H3331 Taz) (8487111676)

В сентябре 2018 года Mercedes Benz представил обновленный Actros 2019 года на выставке коммерческих автомобилей IAA в Ганновере, Германия. Автомобиль теперь имеет 2 цветных дисплея (сенсорный экран и информационно-развлекательный дисплей за рулевым колесом), заменяющий обычную комбинацию приборов на старых моделях Actros, и его можно интегрировать с Android Auto или Apple CarPlay . Его внешние зеркала были заменены камерой, и он может вести полуавтоматическое вождение с помощью Active Drive Assist.

## Эксплуатация в России
По утверждению официального сайта количество машин этой модели в мире продано более 700 тысяч из которых около нескольких тысяч новыми или же с пробегом попало в Россию, ещё столько же сделано в самой России. Основными плюсами этих машин (по сравнению с КамАЗами) является высокий комфорт в кабине, надежная и экономичная АКПП серии G (управляется трехпозиционным джойстиком на подлокотнике), удобная бесступенчатая регулировка руля, мягкая пневмоподвеска колес и кабины, а также отсутствие моторного туннеля в кабине.
Недостатком первых образцов машины являлась слабая подвеска, плохо пригодная для российских дорог. В новых моделях это устранено. Так же недостатком является сложность ремонта V-образного мотора, так как некоторые детали менее доступны чем на рядных дизелях других машин.

## Фотогалерея

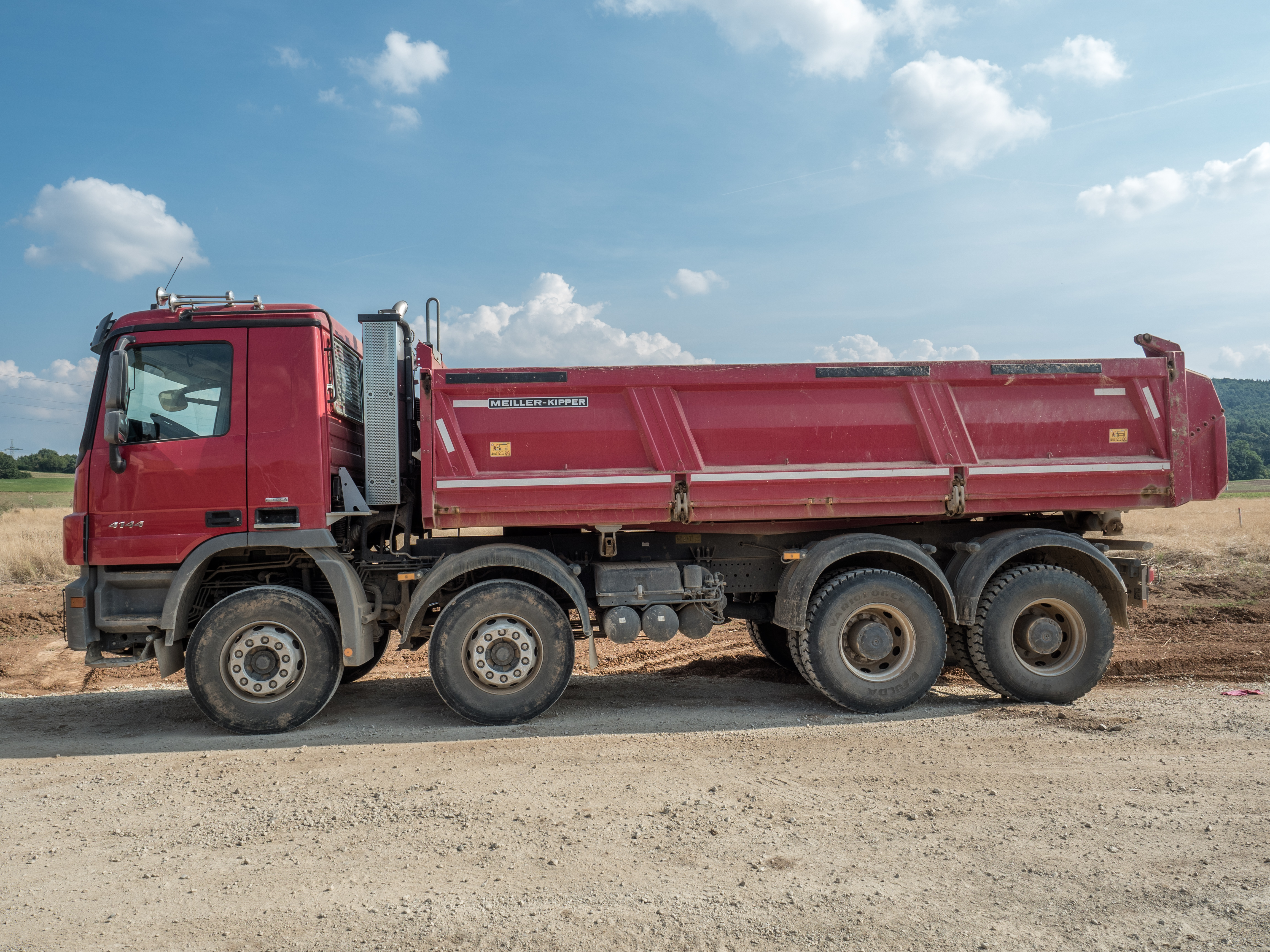
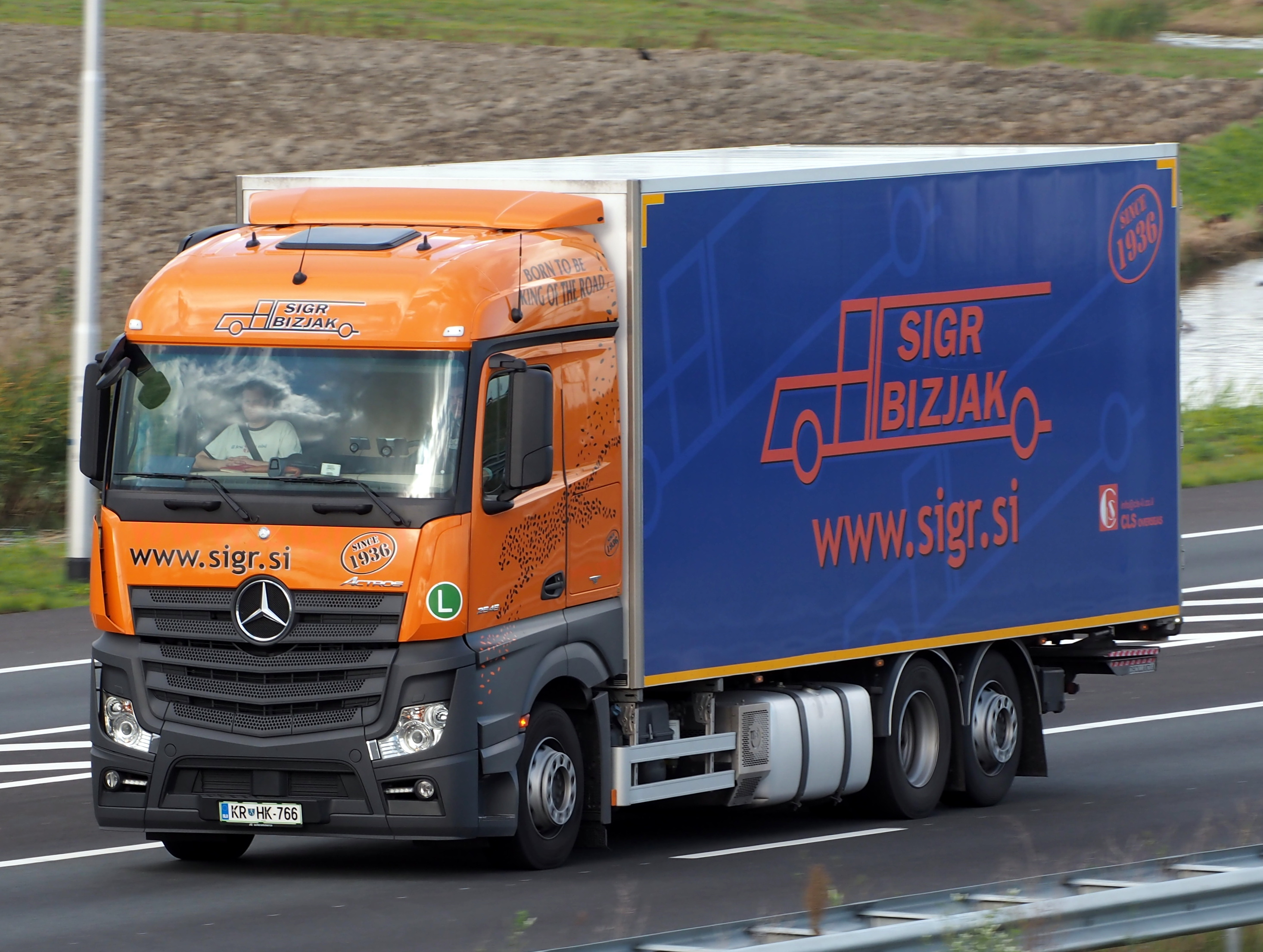
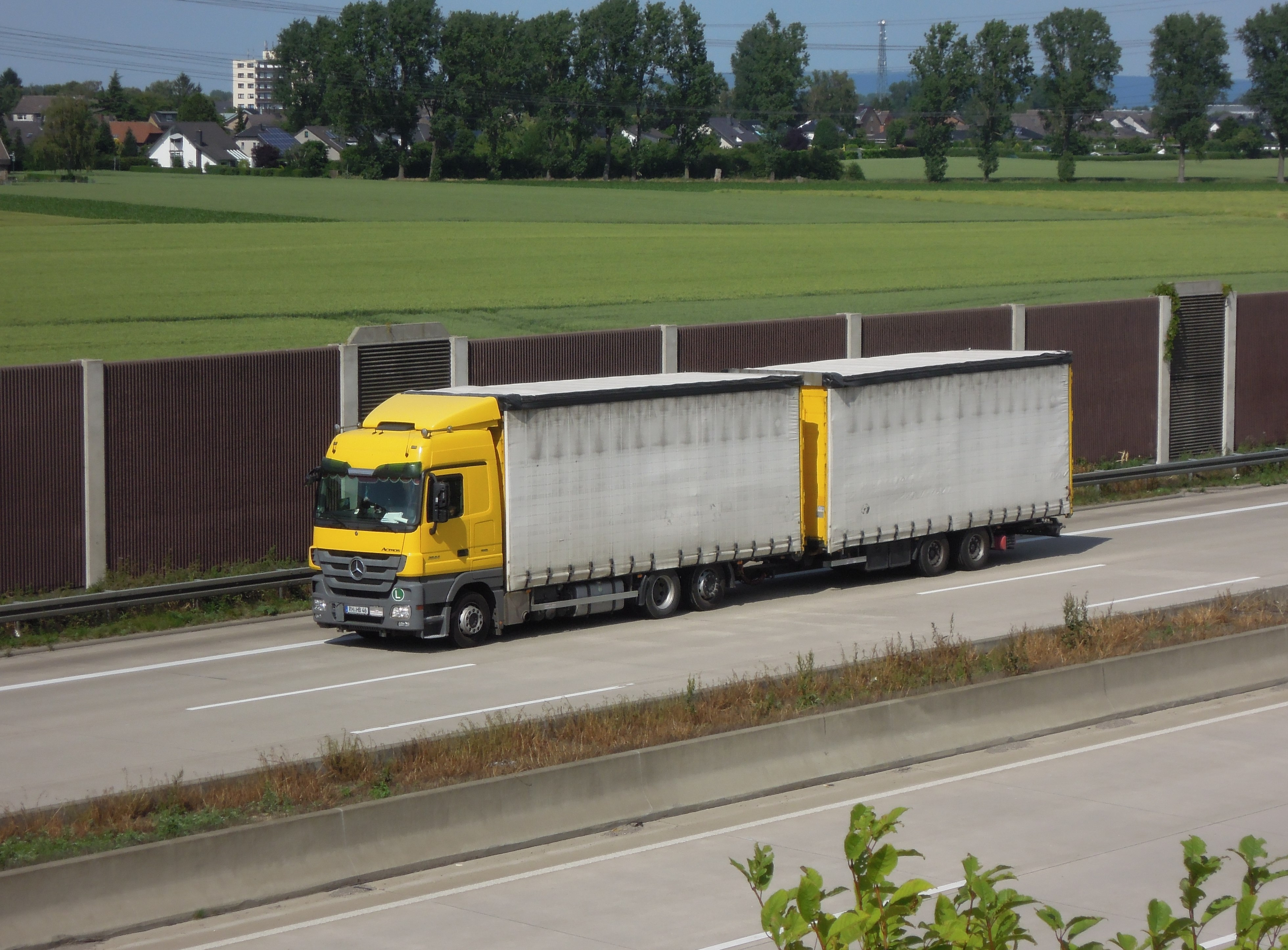
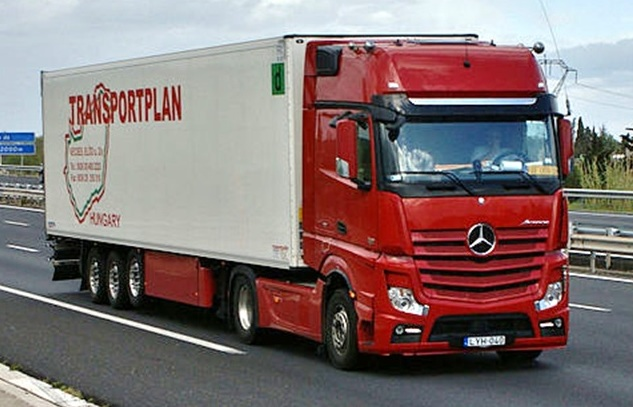
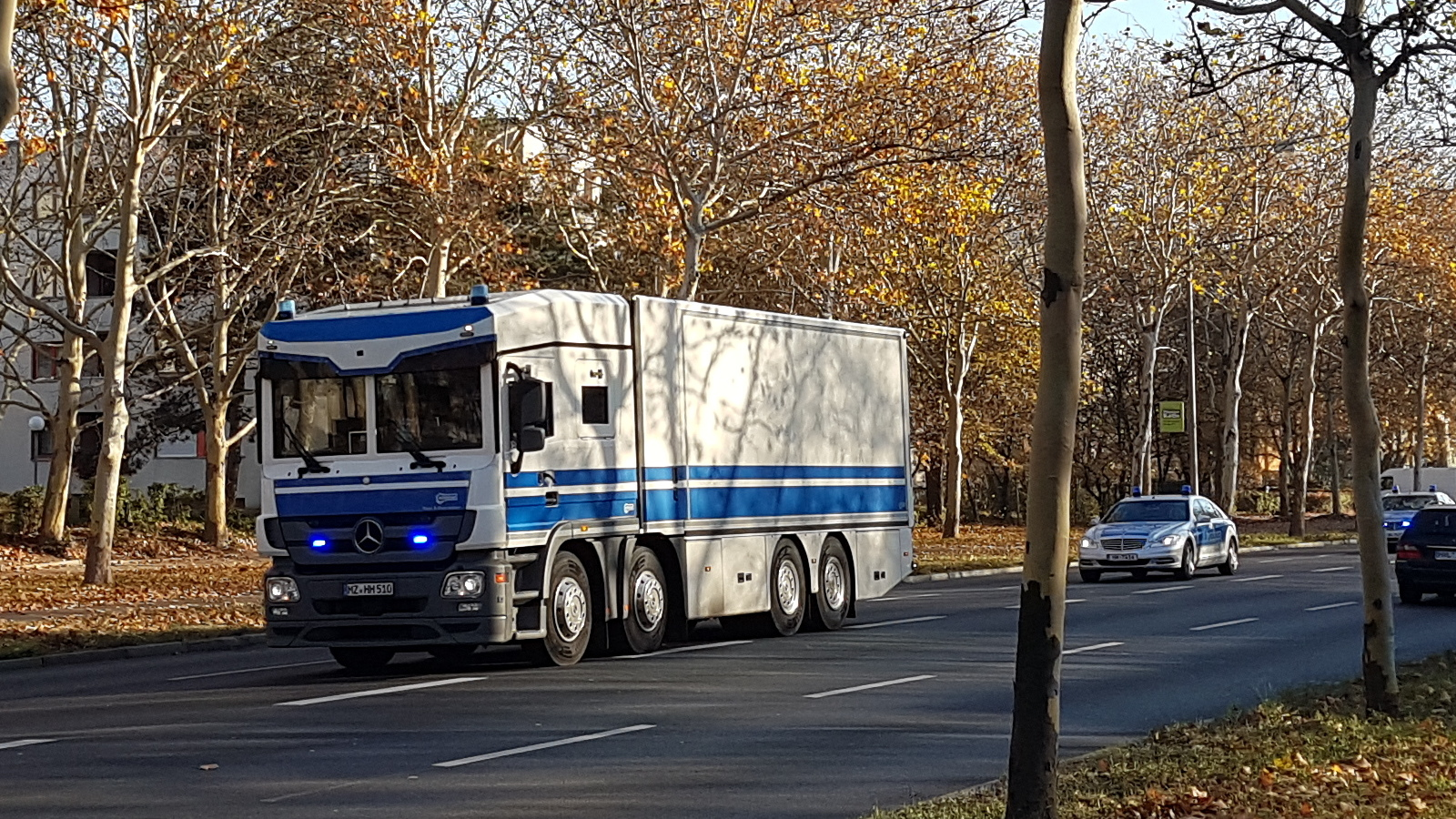
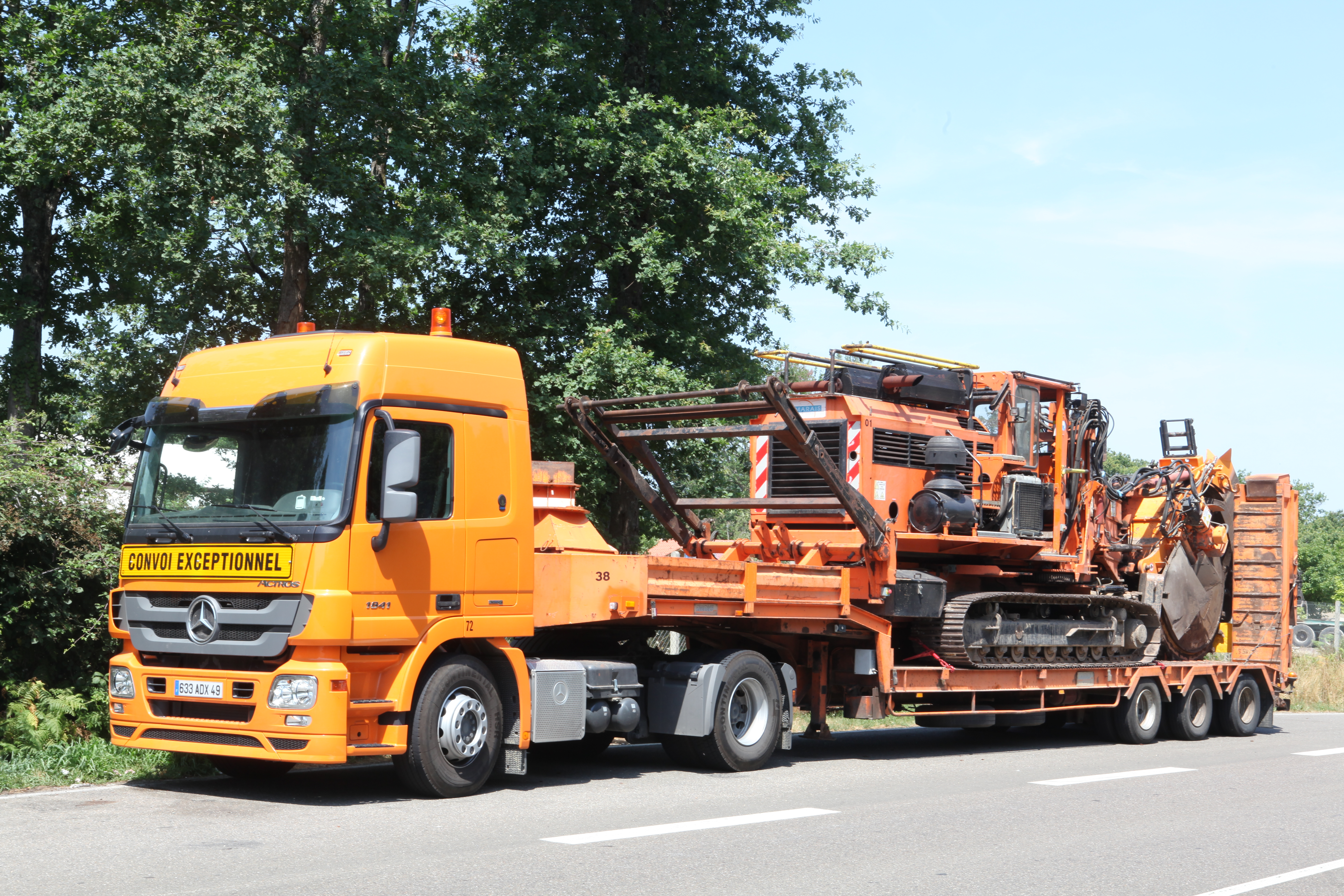
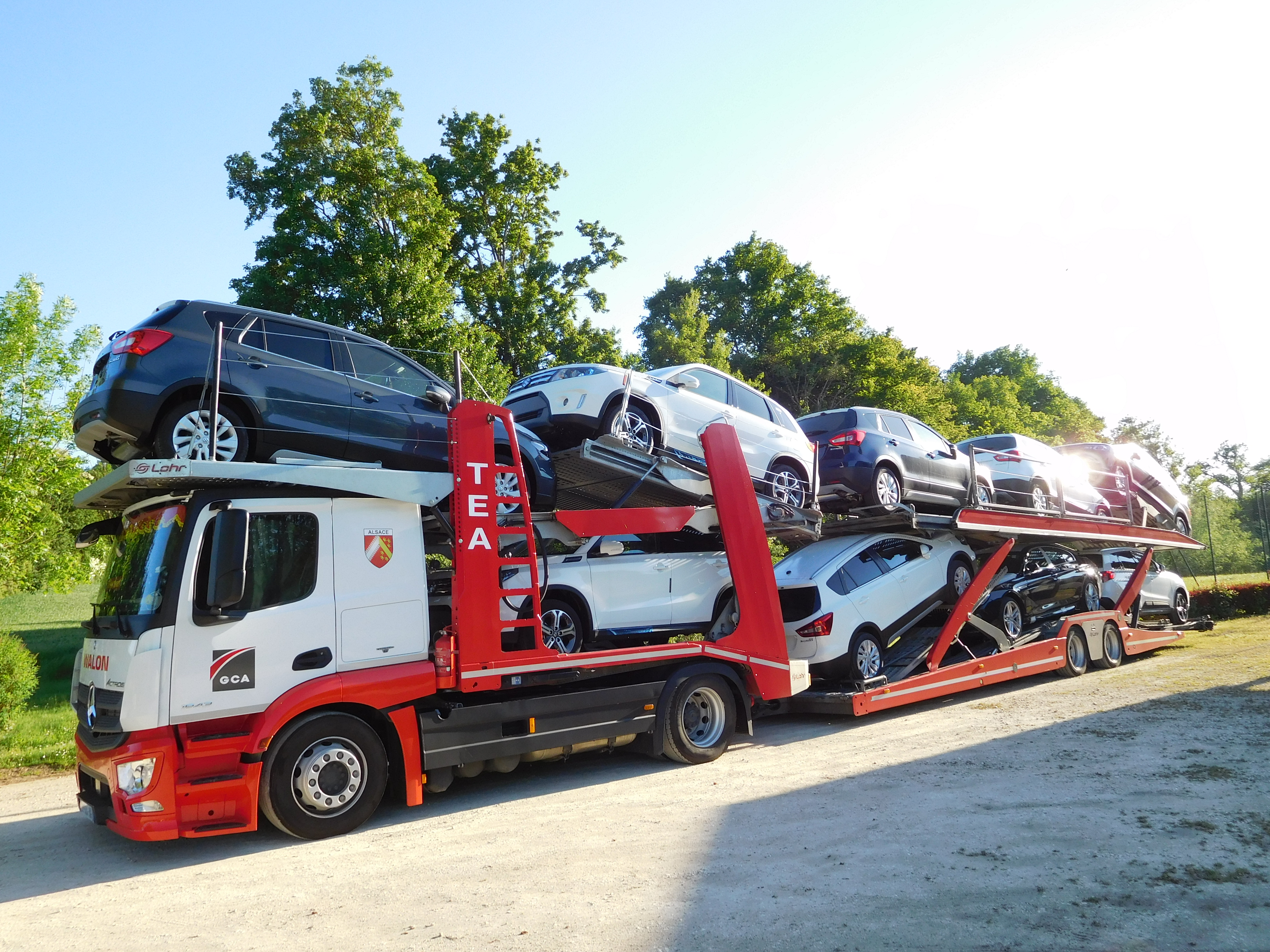
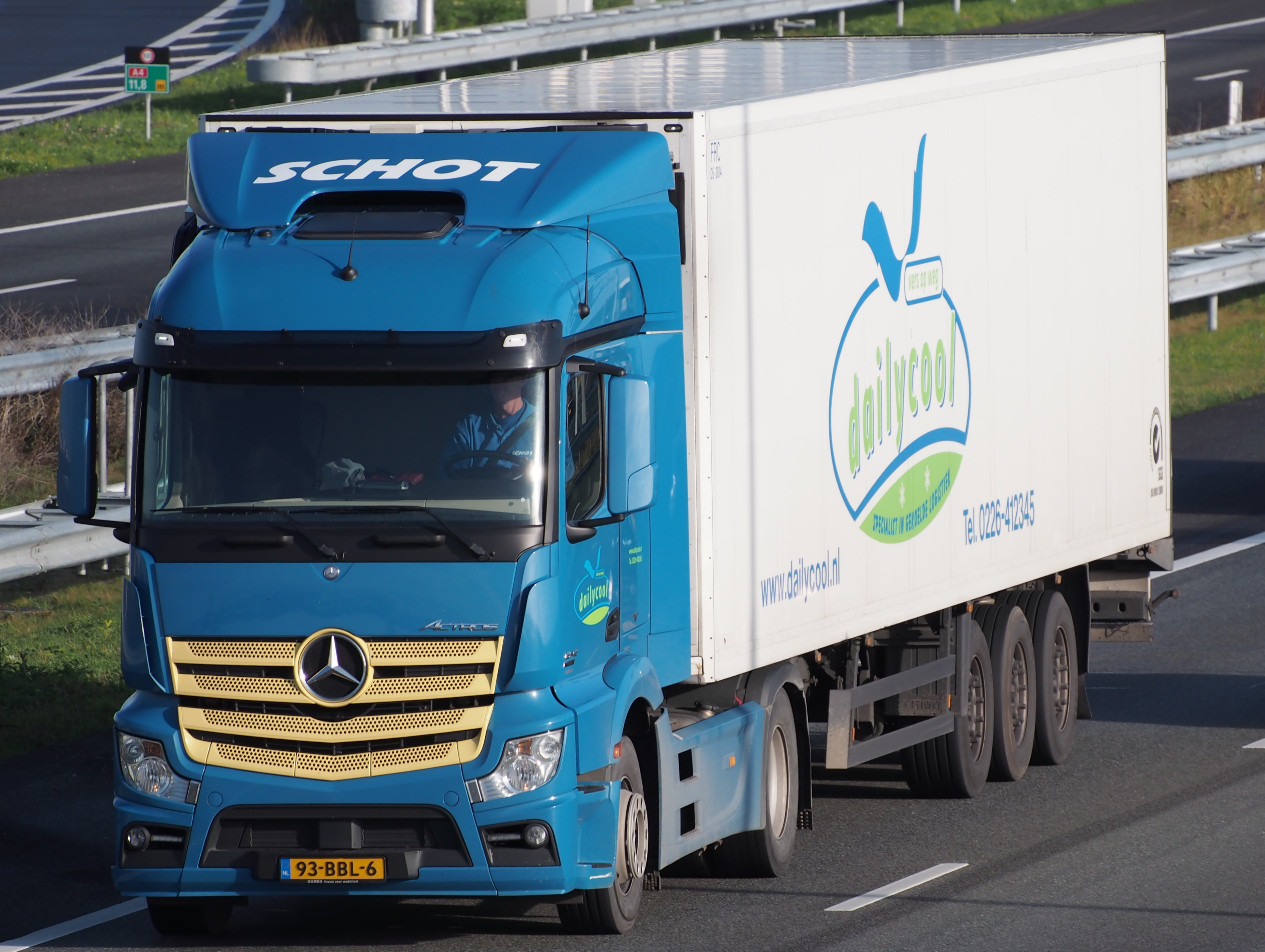